# Ferdinand Rothe
Ferdinand Rothe (* 4. Dezember 1876 in Köln; † 21. Februar 1959 in Rottach-Egern) war ein deutscher Jurist und Bankfachmann.

## Werdegang
Rothe wurde als Sohn des Kaufmanns Albert Rothe in Köln geboren und katholisch getauft. Dort besuchte er das humanistische Friedrich-Wilhelms-Gymnasium und studierte im Anschluss an den Universitäten in Lausanne, München, Berlin und Bonn Rechtswissenschaften. In Lausanne trat er 1897 der deutschen Studentenverbindung Germania bei. 1903 promovierte er in Leipzig zum Dr. jur., zwei Jahre später legte er in Köln das Assessorexamen ab.
1906 ließ er sich als Rechtsanwalt beim Oberlandesgericht Köln nieder und wurde 1908 Direktor der Filiale der Bergisch-Märkischen Bank in Köln. Von 1911 bis 1937 war er mit Unterbrechung durch den Ersten Weltkrieg, in dem er an der Front als Hauptmann der Reserve in der Feldartillerie Dienst leistete, Direktor der Deutschen Bank in Köln. In dieser Stellung war er eng mit dem Wirtschaftsleben der Stadt Köln und der Rheinprovinz verbunden. Er war Mitglied zahlreicher Aufsichtsräte, zuletzt Vorsitzender des Aufsichtsrats der Westdeutschen Straßenbau- und Asphalt AG Köln-Deutz, der Bayerischen Straßenbau- und Asphalt AG München und der Westdeutschen Kalk-Portland-Zementwerk AG Köln.
Daneben stand er im deutschen Pressewesen in leitenden Funktionen. Von 1911 bis 1959 war er in leitender Position in der Mainzer Verlagsanstalt. Er war Vorsitzender des Beirates der Wiesbadener Tagblatt GmbH, der Mainzer Verlagsanstalt, der Frankfurter Allgemeine GmbH und des Mainzer Zeitungsverlags.

## Auszeichnungen
- 1956: Ehrenschild von Rheinland-Pfalz
- 1926: Ehrensenator der Technischen Hochschule Darmstadt
- Ehrenpräsident der Frankfurter Allgemeinen Zeitung
- 1951: Großes Verdienstkreuz des Verdienstordens der Bundesrepublik Deutschland[1]
- 1956: Goethe-Plakette des Landes Hessen

## Werke
- Aussteuer und Ausstattung nach dem Bürgerlichen Gesetzbuch, Inaugural-Dissertation zur Erlangung der Doktorwürde, Bonn-Leipzig 1903.